# Marianela Rodriguez
Marianela Rodriguez (sinh ngày 16 tháng 6 năm 1991 tại Santa Clara, Cuba) là một nữ hoàng sắc đẹp, người mẫu và diễn viên đến từ Cuba, người đã gây chú ý sau khi làm việc cho Univision Venevision Studios El Talisman, loạt kịch opera, được ghi ở Florida.

## Cuộc sống cá nhân
Cô gái Marianela Rodriguez I là một nhà báo, người dẫn chương trình. Rodriguez hiện đang theo học một trường đại học tư ở Florida, nơi cô học chuyên ngành Truyền thông. Nữ diễn viên học tại một trường trung học tư thục nơi cô tốt nghiệp với bằng danh dự.   Năm ba tuổi, cô bắt đầu tham gia các lớp học múa ba lê ở Santa Clara, Cuba, hoàn thành năm năm sau đó. Rodriguez được nuôi dưỡng trong những năm đầu tiên tại CMHW ở Santa Clara Cuba. Một năm sau khi đăng ký vào lớp học múa ba lê cổ điển, Rodriguez được chọn tham gia La Colmenita, nhóm sân khấu dành cho trẻ em hát, nhảy, diễn xuất.

## Truyền hình
Marianela bắt đầu làm việc trong Truyền hình tại Hoa Kỳ vào năm 10 tuổi. Trước đó, cô đã theo học một số học viện diễn xuất ở Florida và Nevada. Gần đây, cô tốt nghiệp trường diễn xuất thứ 6, Tu Escenario. Marianela cũng tham gia vào nhiều quảng cáo bao gồm các chiến dịch với Angelica Vale cho Premio Lo Nuestro 2011 cũng như trong các quảng cáo cho Premios Juventud. Các quảng cáo được phát sóng trên toàn quốc và quốc tế bởi mạng lưới truyền hình Tây Ban Nha lớn nhất Univision.

## liên kết ngoài
- Trang web chinh thưc